# Pantite
Pantite (in greco antico: Παντίτης?, Pantìtes; Sparta, VI secolo a.C. – Sparta, 480 a.C.) è stato un militare spartano, uno dei due sopravvissuti dei Trecento inviati alla battaglia delle Termopili (480 a.C.).

## Biografia
L'unico riferimento giunto fino a noi su questo personaggio si trova nel libro VII delle Storie di Erodoto. Re Leonida ordinò a Pantite di recarsi in Tessaglia, forse per reclutare alleati per la battaglia imminente. Tuttavia, Pantite non riuscì a tornare alle Termopili in tempo per la battaglia, arrivando quando tutti i suoi compagni erano stati uccisi. Quando tornò a Sparta, fu evitato come un "tremulo", cioè colui che ha tremato, ed emarginato. Incapace di vivere con la sua disgrazia, si impiccò. Erodoto lo ricorda insieme ad un altro guerriero sopravvissuto alla battaglia, Aristodemo.
(Erodoto, Storie, VII, 233)